# Nisargadhama
Nisargadhama llamada también localmente como Sunttiguthi es una isla en el río Cauvery, en la India. Es un lugar de pícnic del Departamento forestal de Karanataka cerca de Kushalnagar en el distrito de Kodagu en el estado de Karnataka. Se encuentra a unos 3 km (1,9 millas) de Kushalanagara, frente a la carretera estatal y a 30 km (19 millas) de Madikeri y 95 km (59 millas) de Mysore. Se trata de un destino vacacional en Karnataka.
Se trata de una isla de 65 acres (260.000 m² o 26 hectáreas), con una exuberante vegetación de bosques de bambú espeso, madera de sándalo y árboles de teca, rodeada por el río Cauvery. La isla es accesible a través de un puente de cuerdas colgantes. Hay ciervos, conejos, pavos reales, un parque infantil, un Orquideario y un edificio de Información, que posee datos sobre los animales salvajes y la naturaleza local.